# Alexander Anton von Ketteler zu Harkotten
Alexander Anton von Ketteler zu Harkotten (* 9. September 1689 in Schloss Harkotten; † April 1748 ebenda) war fürstbischöflicher Kämmerer und Vertreter der Ritterschaft im Landtag des Hochstifts Münster.

## Leben

### Herkunft und Familie
Alexander Anton wuchs als Sohn des Goswin Kaspar von Ketteler zu Harkotten und dessen Gemahlin Anna Dorothea von Korff zu Harkotten (1659–1700) zusammen mit seiner Schwester Juliane Helene Christine (⚭ Franz Hermann von Boeselager) und seinen Brüdern Friedrich Christian (1691–1748, Geheimrat und Domkantor) und Christoph Heinrich (1692–1734, kaiserlicher Obristwachtmeister) in der uralten westfälischen Adelsfamilie von Ketteler auf.
Nach der Eheberedung am 13. August 1718 heiratete er die Erbtochter Maria Sophia von der Tinnen zu Möllenbeck und Kaldenhof (1701–1723). Nach ihrem Tod heiratete er am 19. November 1729 in Füchtorf Lucia Katharina von Westphalen zu Fürstenberg, Witwe von Wilhelm Friedrich von Korff zu Harkotten (1688–1727). Aus der Ehe gingen die Tochter Anna Francelina (Kanonisse in Freckenhorst) und die Söhne Goswin Lubbert (1719–1775, ⚭ Catharina Theresa Bernhardina von Korff, Urgroßeltern des Politikers Wilderich von Ketteler und des Mainzer Bischofs Wilhelm Emmanuel von Ketteler) und Clemens August (Domherr in Münster, Osnabrück und Worms) hervor.  

### Wirken
Am 16. November 1718 wurde Alexander Anton zur Münsterschen Ritterschaft aufgeschworen und gehörte dem Landtag an, einem Gremium, das sich aus den drei Ständen zusammensetzte. Seine Aufgabe bestand in der Regelung des Steuerwesens und ab 1447 auch des Fehdewesens im Hochstift Münster.
Am 26. Januar 1720 wurde er fürstbischöflicher Kämmerer und war kraft Amtes Mitglied des Hofstaates.
Er war auch Obristhofmarschall in Hessen-Kassel.